# Khameleon
Khameleon es un personaje ficticio de serie de videojuegos de lucha Mortal Kombat. Es una ninja que hizo su debut como personaje exclusivo de la versión de Nintendo 64 de Mortal Kombat Trilogy. Khameleon es capaz de imitar a las ninjas femeninas del juego así como su homólogo masculino (Chameleon) lo hace con los ninjas, la saurian puede imitar las movidas de Kitana, Mileena y Jade. 

En su debut a diferencia de Chameleon, no cambia su traje de color, el indicador de que habilidades posee en el momento es el color del nombre en su barra de salud, esta parpadea en azul, rosa y verde. El modelo del personaje al igual que el de las tres ninjas es idéntico, diferenciándola únicamente el color gris de su traje, además a diferencia de su versión masculina y las demás ninjas, su silueta se transparenta durante el combate, simulando al comportamiento de un camaleón en la naturaleza. Esta diferencia con Chameleon se dio a raíz de que la memoria de la consola de Nintendo estaba limitada, es por eso que Chameleon fue exclusivo de las versiones de PC y PlayStation, máquinas capaces de procesar los constantes cambios de color del personaje, sin contar que había muchos más ninjas masculinos y, por lo tanto, más movimientos que el videojuego debía procesar al mismo tiempo.
En Armageddon, Khameleon hizo su regreso una vez más como personaje exclusivo de Nintendo, esta vez para su consola Wii. En esta entrega, la zaterrana sufrió cambios en su jugabilidad y aspecto físico, el color de su traje original es verde menta, sin embargo, durante el combate parpadea en azul, rosa, verde y amarillo, este último haciendo referencia a Tanya, mientras que su cuerpo y cabello son completamente transparentes. Sin embargo, el color de su vestimenta aquí no indica las habilidades que posee, ya que solo conserva una habilidad por ninja, mismas que pueden ser utilizadas a placer por el jugador a diferencia de como era en su debut.
Khameleon estuvo fuera de los videojuegos de Mortal Kombat por más de 15 años, regresando en Mortal Kombat 1 como un personaje Kameo, es decir, solo participa en el combate momentáneamente ayudando al peleador principal, su aparición es detonada por el jugador. Aquí su diseño es parecido al que portó en Armageddon solo con pequeñas modificaciones en la vestimenta que ahora es color gris, por otro lado, su físico cambió drásticamente una vez más, ahora su cabello, pupilas y piel son completamente blancos. Khameleon al ser un personaje de apoyo cuenta con un arsenal de movimientos limitado, el color del contorno y máscara de su retrato cambia cada 7 segundos, indicando qué habilidades posee: azul (Kitana), rosa (Mileena) y verde (Jade), dependiendo que conjunto de habilidades sea elegido en el momento se determinará el color en el que se mostrará el traje del personaje; En esta versión, la zaterrana no posee las habilidades de Tanya, dándole en su lugar por primera vez una habilidad original, esta consta en cristalizar al personaje principal del jugador, lo que reduce el daño recibido, siendo esta la única habilidad que puede ser utilizada en todo momento.

## Biografía ficticia
Su primera aparición fue en la versión de Mortal Kombat Trilogy para Nintendo 64 como personaje secreto, para la versión del mismo juego para PC, Sega Saturn y PlayStation está su contraparte masculina, Chameleon. En su debut, fue idéntica a Mileena, Kitana y Jade, solo que su traje era color plata y su imagen parpadeaba en un aura de humo blanquecino que casi la lleva a la transparencia. Posee la apariencia de las ninjas debido a que también tiene sus habilidades especiales, sin embargo, no es edeniana.
En la versión exclusiva para Nintendo Wii de Mortal Kombat: Armageddon, ya no era idéntica a ninguna de las ninjas siendo ahora su piel totalmente transparente y el color de su traje ahora era turquesa aunque este cambia del amarillo al verde, rosa y azul representando a Jade (verde), Kitana (azul), Mileena (rosa) y Tanya (amarillo) aunque cuando esta sale victoriosa se torna color plata, dándole otra diferencia pues ahora no poseería todos los movimientos de las ninjas sino solo uno de cada una. En su historia se deja ver que es de la misma raza de Reptile, los saurios, la cual residía en la Tierra pero fue desterrada a otro Reino, Shao Khan al enterarse de esto aniquiló casi por completo a su raza dejando solo vivos a Reptile, Chameleon y a ella misma (siendo la última hembra de la especie), sin embargo, su contraparte masculina se unió a Shao Khan, por lo que ella decidió unirse a las fuerzas de la Tierra para hacer entrar en razón a Reptile y terminar con el despiadado gobernante.
En la línea del tiempo del reinico de 2011 que culminó hasta 2019, Khameleon no  es mencionada ni hace algún tipo de aparición más allá de la presencia de una tarjeta de mejora para Reptile que lleva su imagen en la versión móvil del juego, y  una skin de Jade para Mortal Kombat 11 que lleva su nombre. 
El personaje no hizo su regreso hasta Mortal Kombat 1, donde aparece brevemente en modo historia junto a Tanya y otras Umgadi defendiendo el reino del Outworld como las guardianas de la familia real, sin embargo, su presencia no tiene mayor peso en la historia al no tener ningún tipo de interacción directa con los personajes, desconociendo si su historia sufrió algún tipo de modificación a diferencia de su aspecto, puesto que su piel ahora es totalmente blanca al igual que sus ojos y cabello corto, llevando su vestimenta de Armageddon ligeramente modificada en color amarillo (color característico de las Umgadi). Posteriormente fue anunciada como un "personaje kameo" descargable, eso significa que solo brindará asistencia durante los combates, la forma en que se juega con el personaje en esta entrega es similar a la de su primera aparición, es decir, el nombre de la saurian cambia entre el rosa, azul y verde indicando que kit de habilidades tiene disponible. Como Mileena cuenta con las sais lanzadas al aire y la conocida rolball, como Kitana puede lanzar un abanico y levantar a su aliado con el fanlift, y finalmente como Jade, puede lanzar el búmeran que va de un lado al otro de la pantalla, además de brindar la evanesencia, misma que provoca en su aliado un efecto de invulnerabilidad a los proyectiles.

## Apariciones en los juegos

### Mortal Kombat Trilogy

#### Personaje oculto
Personaje secreto que usa la imagen y movimientos de Kitana, Mileena y Jade, solo está presente en la versión de Nintendo 64 del juego.

#### Biografía
Al aparecer Khameleon se supo que Reptile no era el último zaterrano. Sólo ella conoce la verdadera historia de los zaterranos y elige pelear con los guerreros de la Tierra, haciendo que los dos últimos zaterranos sean enemigos.

#### Movimientos especiales
Sus movimientos especiales dependen del color de su traje, que va cambiando a través del combate. Azul para Kitana, violeta para Mileena y verde para Jade.

#### Remates
Sus remates dependen del color que su traje tenía al llegar al momento de Finish Him/Her. Azul para Kitana, violeta para Mileena y verde para Jade.

#### Final
Antes su raza era conocida como los Raptor. Su origen es de la Tierra, evolucionaron hace millones de años hasta convertirse en criaturas inteligentes, pero su reino fue destruído en una batalla entre Raiden y Shinnok. Entonces ocuparon un nuevo reino llamado Zaterra, solo para contemplar su desaparición a manos de Shao Kahn, al ser derrotados frente al Mundo Exterior en el Mortal Kombat. Estando Shao Kahn cerca de su victoria para conquistar La Tierra, Khameleon le cuenta a Reptile la verdad sobre su raza. Esto hace que Reptile traicione a Shao Kahn, lo que le permite a Khameleon atacarlo por sorpresa. Esta última batalla tiene como resultado el fin de Shao Kahn y el fin del proceso de fusión del Mundo Exterior con La Tierra, lo que le permite a Reptile y Khameleon comenzar una nueva generación de Raptors.

## Apariciones de Khameleon
- Mortal Kombat Trilogy
- Mortal Kombat: Armageddon
- Mortal Kombat 1